# Dean Devlin

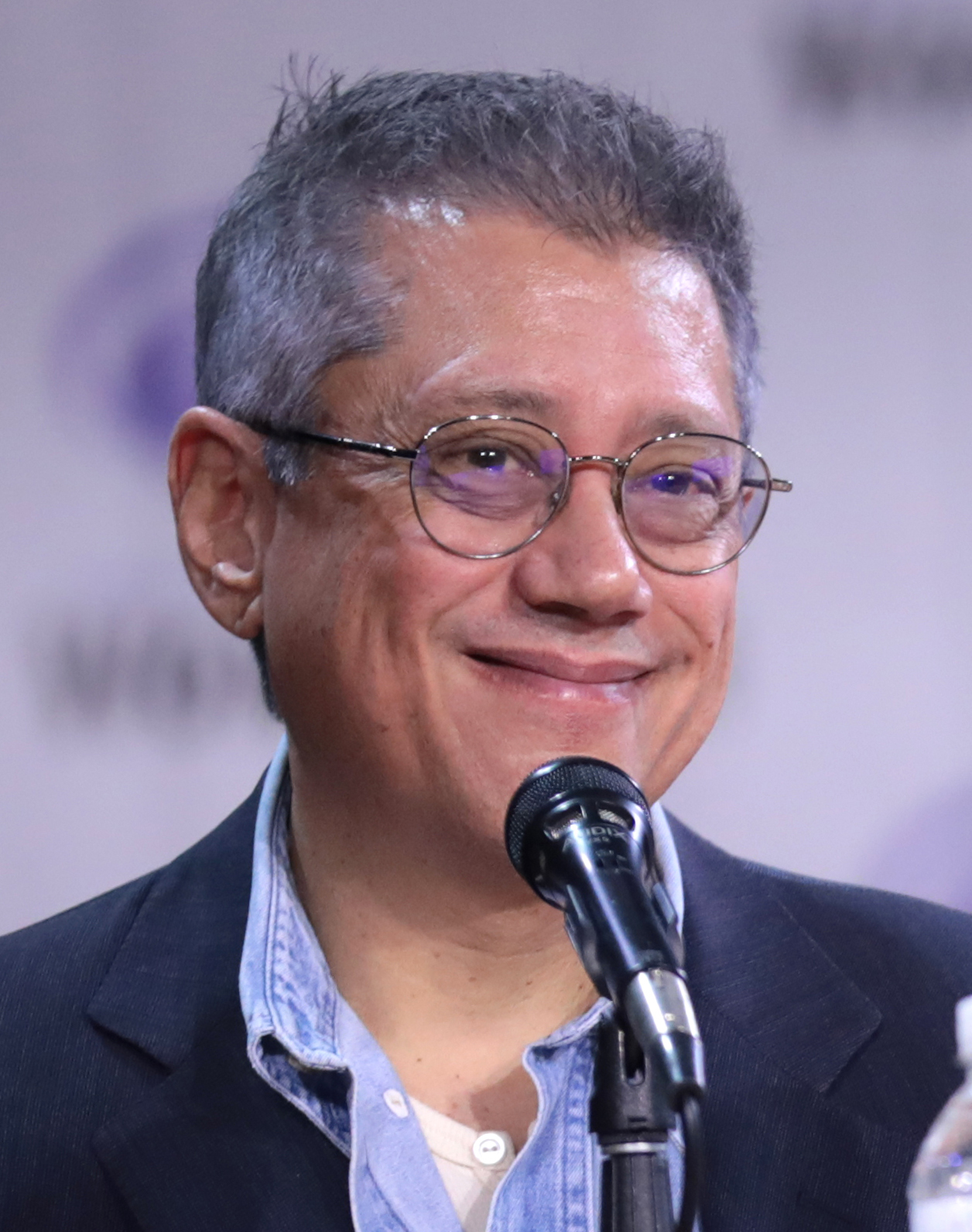
Dean Devlin auf der WonderCon (2023)

Dean Devlin (* 27. August 1962 in New York City) ist ein US-amerikanischer Filmproduzent, Drehbuchautor, gelegentlicher Regisseur sowie ehemaliger Schauspieler. 

## Leben und Wirken
Seine Mutter war die Schauspielerin Pilar Seurat († 2001), sein Vater Don Devlin war ein Filmproduzent. 
Dean Devlin begann seine Karriere im Filmgeschäft als Nebendarsteller zu Beginn der 1980er Jahre. Er spielte vornehmlich kleine Rolle in einzelnen Episoden verschiedener Fernsehserien wie Happy Days. 1985 übernahm er eine Rolle in dem Film Was für ein Genie. Weitere solcher Engagements folgten, 1990 war er in einer Nebenrolle in Roland Emmerichs Moon 44 zu sehen.
Die Zusammenarbeit mit Roland Emmerich intensivierte sich, als Devlin 1992 mit der Geschichte zu Emmerichs Universal Soldier sein Debüt als Drehbuchautor gab. Der Science-Fiction-Film bedeutete für beide den Durchbruch in Hollywood. Ihr nächster gemeinsamer Film war 1994 Stargate, für den Devlin auch als Produzent tätig war. Bei Independence Day sowie Godzilla wiederholte sich diese Zusammenarbeit, Devlin verfasste die Drehbücher und fungierte als Produzent. Im Jahr 2000 entstand der Historienfilm Der Patriot, an dem Dean jedoch nur als Produzent beteiligt war. Emmerichs und seine bisher letzte Kooperation fand zwei Jahre später statt, als beide Arac Attack – Angriff der achtbeinigen Monster produzierten, anschließend trennten sich ihre Wege. Dean Devlin arbeitete weiter als Produzent und Drehbuchautor und es entstanden verschiedene Fernseh- und Kinoproduktionen. So war er auch ein ausführender Produzent der Fernsehserie Leverage, für die er auch einige Mal als Regisseur tätig war. 
Im Juni 2016 erschien Independence Day: Wiederkehr, bei dem er wieder mit Roland Emmerich zusammenarbeitete. 2017 wurde mit Geostorm der erste von ihm inszenierte Kinofilm veröffentlicht.
Seit 2003 ist er mit der Schauspielerin Lisa Brenner verheiratet.

## Filmografie (Auswahl)

### Als Schauspieler
- 1983: Happy Days – I Drink, Therefore I Am (Fernsehserie)
- 1984: The Wild Life
- 1985: Die Spezialisten unterwegs – Mit vereinten Kräften (Fernsehserie)
- 1985: Was für ein Genie
- 1985: City Limits
- 1989: Martians Go Home – Die ausgeflippten Außerirdischen (Martians Go Home)
- 1990: Moon 44
- 1991: Total Exposure
- 2004: Final Call – Wenn er auflegt, muss sie sterben (Cellular)

### Als Filmproduzent
- 1992: Universal Soldier
- 1994: Stargate
- 1996: Independence Day
- 1998: Godzilla
- 2000: Der Patriot (The Patriot)
- 2002: Arac Attack – Angriff der achtbeinigen Monster (Eight Legged Freaks)
- 2004: Final Call – Wenn er auflegt, muss sie sterben (Cellular)
- 2006: Flyboys – Helden der Lüfte
- 2006: The Quest – Das Geheimnis der Königskammer (The Librarian – Return to King Solomon’s Mines)
- 2008–2012: Leverage (Fernsehserie)
- 2014–2018: The Quest – Die Serie
- 2017: Geostorm
- 2021: Leverage 2.0 (Fernsehserie)
- 2021: Almost Paradise (Fernsehserie)

### Als Drehbuchautor
- 1992: Universal Soldier
- 1994: Stargate
- 1996: Independence Day
- 1998: Godzilla
- 2005: Bermuda Dreieck – Tor zu einer anderen Zeit (The Triangle) (Fernsehminiserie)
- 2016: Independence Day: Wiederkehr (Independence Day: Resurgence)
- 2017: Geostorm

### Als Filmregisseur
- 2014: The Quest – Die Serie (The Librarians) (Fernsehserie, sechs Folgen)
- 2017: Geostorm
- 2018: Bad Samaritan – Im Visier des Killers (Bad Samaritan)